# Michal Reynaud
Michal Reynaud (* 15. dubna 1978 Praha) je český hudební skladatel a podnikatel.

## Životopis
Pod vedením profesora Jana Tůmy studoval hru na klavír na Základní umělecké škole v Praze. Po střední škole vystudoval Fakultu humanitních studií Karlovy Univerzity. Mj. se dlouhodobě věnuje podpoře současného výtvarného umění, organizaci výstav a spolupráci na publikační činnosti v oblasti výtvarné kultury. 
V oblasti tvorby se věnuje především scénické hudbě a hudbě pro děti a mládež. 
V rámci projektu To Being vydal spolu s Lukou Križkem album Forgotten Things, které obsahuje jedenáct původních písní. Natáčení probíhalo na jaře 2007 a podíleli se na něm Dano Šoltys (bicí), Adam Stivín (basa), Jiří Janouch (kytara), Ondřej Ruml (zpěv). Skladba Don't Shed No Tears se objevila v roce 2014 na albu 19 Days In Tetbury, které vydal zpěvák Peter Aristone.
Je autorem hudby k animovanému snímku režiséra Libora Pixy, Graffitiger.
V roce 2015 složil hudbu k tanečně-divadelnímu projektu Give Me 10 Seconds režiséra a choreografa Amadora Artigy a souboru Chantier des Images. Hudba k představení vyšla jako digitální album v roce 2021 pod hudebním vydavatelstvím Kvaga.
V prosinci 2021 vydal spolu s hudebnicí a spisovatelkou Barborou Klárovou album autorských ukolébavek pro děti i dospělé s názvem Jasmínové ukolébavky  a následně, v roce 2024, jejich anglickou verzi Jasmine Lullabies 
Je autorem hudby dokumentárního filmu režiséra Eduarda Germise: Dark But Free - Letters From Kyiv 
Spolu s malířem Aldinem Popajou je zakládajícím členem umělecké skupiny DIREKT.

## Dílo
- Forgotten Things (2007)
- Graffitiger (2010)
- Give me 10 seconds (2015)
- Jasmínové ukolébavky (2021)
- Když přijde Láska... (2022)
- Eliott & Armstrong (2022)
- Jasmine Lullabies (2024)
- Dark But Free - Letters From Kyiv (OST) (2024)
- Dianka v říši kouzel (Albi edice Kouzelné čtení) (vydání plánováno na 2025)

## Výstavy
- Markéta Nováková - Fotografie (2012 - produkce)
- Direkt - skupinová výstava (mj. K. Štědrý, A. Popaja, T. Andjelkovski, S. Diviš, P. Forman, D. Böhm / J. Franta, K. Kintera) (2018 - produkce)
- Palaestra 20 - skupinová výstava (2019 - produkce)
- Ivan Komárek a Vojtěch Adamec ml. - Alma Mater Palaestra (2021 - produkce)
- Aldin Popaja - Popaja v Palaestře (2022 - produkce)
- Libor Kaláb - Dosud neprozkoumané (2023 - produkce)
- Spřízněni krajinou - skupinová výstava (V. Adamec ml., F. Horyna, J. Lipavský, M. Lipavský) (2024 - produkce)